# Whitney Smith
Whitney Smith (26 de fevereiro de 1940 – 17 de novembro de 2016) foi um designer estadunidense e  vexilólogo, termo criado por ele para se referir ao estudo das bandeiras.
Em 1962 Smith fundou o Centro de Pesquisa de Bandeiras (Flag Research Center, em inglês) em Winchester, Massachusetts.  Ele também representou um papel importante na fundação da Associação Vexilológica Norte Americana (AVNA) em 1967. Smith escreveu diversos livros sobre o tema das bandeiras, em especial Flag Lore of All Nations, Flags Through the Ages and Across the World, e The Flag Book of the United States. Ele foi o criador da bandeira nacional da Guiana e trabalhou como consultor de design para vários governos e organizações.
Morreu em 17 de novembro de 2016, aos 76 anos.